# Unbelievable (singel EMF)
Unbelievable – pierwszy singel brytyjskiej grupy EMF z ich debiutanckiego albumu Schubert Dip. Jest to najpopularniejszy utwór grupy. Utwór osiągnął pierwsze miejsce na liście Billboard Hot 100 i 18. pozycję na Liście Przebojów Trójki.

## Lista utworów

### Europe Maxi Single CD[3]
1. Unbelievable (The Cin City Sex Mix) 5:14
2. Unbelievable 3:30
3. EMF (Live at The Bilson) 5:53

### Vinyl 7UK[4]
1. Unbelievable 3:30
2. EMF (Live at The Bilson) 5:53

### US Casette Single Promo[5]
1. Unbelievable (Single Version) 3:30
2. Unbelievable (The Cin City Sex Mix) 5:15
3. Unbelievable (Boot Lane Mix) 6:30
4. Unbelievable (House Mix) 4:24
5. Unbelievable (Hip Hop Mix) 4:15
6. EMF (Live At The Bilson) 3:53